# Ziz

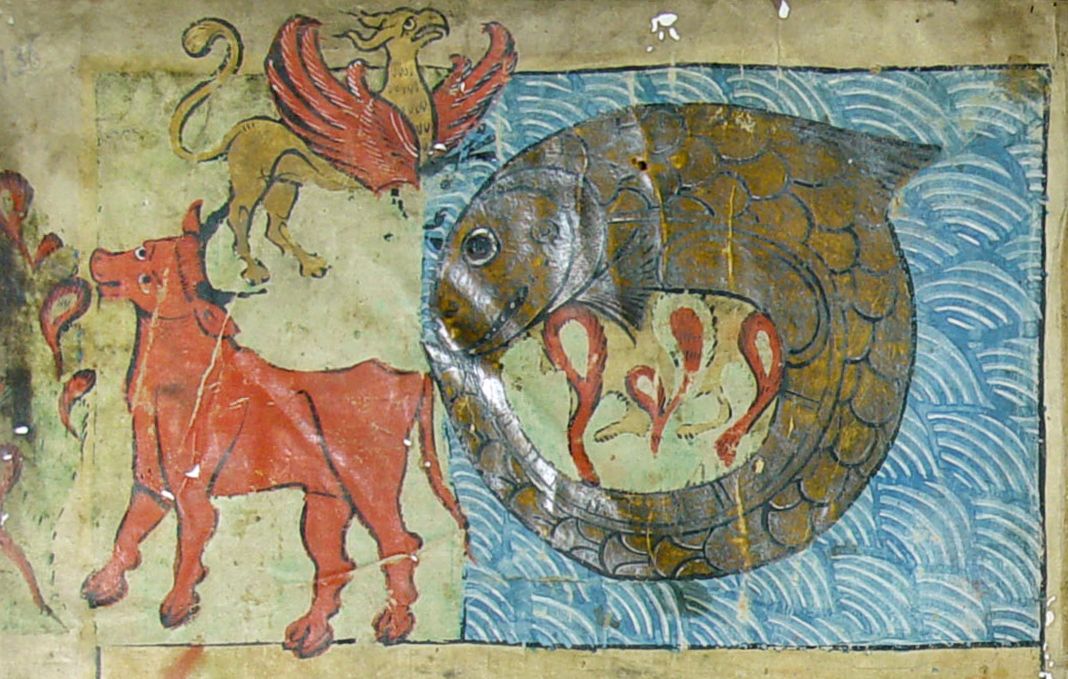
Ziz, Leviathan en Behemoth

De Ziz (Hebreeuws: זיז, uit te spreken als Ziez) is een fabeldier uit de Joodse mythologie, een vogel die zo groot is dat als hij in het midden van de oceaan staat, het water slechts tot zijn knieën komt. Zijn vleugels zijn zo groot, dat ze de zon kunnen verduisteren. Ze beschermen de aarde tegen de zuidelijke stormen. Eens viel er een ei van de Ziz op de grond, ze had het weggegooid omdat het rot was. De vloeistof uit het ei overstroomde zestig steden, en de schok van het vallende ei brak driehonderd ceders.
De Ziz wordt ook wel Renanim, Sekwi en "zoon van het nest" genoemd: de eieren worden niet uitgebroed door de moedervogel, maar aan hun lot overgelaten. Ziz wordt ook wel de koning van de vogels genoemd, zoals Leviathan de koning van de vissen is en Behemot de koning van de zoogdieren.
God zou elke herfst de vorm van deze grote vogel aannemen, om de roofvogels te waarschuwen. Zij mogen geen kleinere vogels vernietigen, anders zal Ziz hen van de aardbodem wegvagen. De Ziz zou een van de soorten vlees zijn die de mensheid wordt geserveerd bij hun laatste maal. Zijn naam heeft het ook te danken aan zijn vlees, dat een grote verscheidenheid aan smaken biedt. Het smaakt zus, het smaakt zo: in het Hebreeuws zeh.
Een belangrijke bron voor de overleveringen rond Ziz wordt met name genoemd in Vajikra Raba 32, een Midrasj op Leviticus, waar de vogel wordt genoemd. Vajikra Raba werd in de 5e-6e eeuw geschreven.
In Psalmen 50:11 en 80:14 wordt soms een verwijzing gezien naar Ziz. De Nederlandse vertalingen vertalen hier met "wat beweegt in het veld" of "velddieren" en ondersteunen de interpretatie van Ziz als grote vogel niet.

## De Ziz in verhalen
Reizigers op een schip zagen eens een reusachtige vogel in het water staan, dat slechts zijn voeten bedekte, terwijl zijn kop tegen de hemel tikte. De reizigers concludeerden hieruit dat het water ondiep moest zijn, en ze bereiden zich voor een bad te nemen. Toen waarschuwde een hemelse stem hen: "Ga niet van het schip! Eens liet een houthakker hier zijn bijl vallen, en het duurde zeven jaar voordat het de bodem raakte!"